# 这就是美国
《这就是美国》（英語：This Is America）是美国说唱歌手幼稚冈比诺（即唐纳德·格洛沃）的一首歌曲。这首歌由唐纳德·格洛沃、路德維希·約蘭松、杰弗里·拉马尔·威廉斯所写，其中前两者负责制作。2018年5月5日，冈比诺主持当日的周六夜现场，并在同日发行了这首歌曲。美国说唱歌手扬·萨格（也署名威廉斯参与了歌曲的创作）、雷·什里默德组合中的斯利姆·吉米（英語：Slim Jxmmi）、BlocBoy JB、Quavo和21·萨维奇均以背景人声的角色客串了这首歌曲。这首歌广泛地探讨了美国社会问题，例如枪支暴力问题、居高不下的大规模枪击事件发生率以及非裔美国人长期以来遭受的种族歧视。随这首歌发行的音乐录影带由常常与冈比诺合作的电影制片人村井广执导。RCA唱片公司称，这首歌并非冈比诺将发行的下张录音室专辑的首支单曲。
这首歌一经发行便登上了公告牌百强单曲榜的冠军位置，成为了历史上第31首空降冠军单曲，这同时也是冈比诺在本榜的第一首前十单曲和冠军单曲。它也在澳大利亚、加拿大和新西兰的榜单夺冠。在第61届格莱美奖上，它获得了提名的全部四个奖项：年度制作、年度歌曲、最佳饶舌/演唱表演和最佳音乐录影带。这让冈比诺成为第一位获得年度歌曲和年度制作的嘻哈歌手，《这就是美国》也成为了第一首获得这两个奖项的说唱歌曲。

## 词曲
一个福音风格的唱诗班和多位美国说唱歌手客串本曲。扬·萨格、斯利姆·吉米、BlocBoy JB、Quavo和21·萨维奇各自提供了一段ad lib，其中扬·萨格还在这首歌的结尾部分献声。歌词主要关注非裔美国人的生活和该国的枪支暴力问题，也提及了该国的警察暴力问题。Pitchfork的斯蒂芬·凯尔斯（英語：Stephen Kearse）认为，这首歌通过“欢快、融合的旋律与令人感到威胁的trap节奏的强烈对比”描绘出“紧绷在黑人身上的钢丝”。
据一些媒体报道，部分听众认为这首歌抄袭了杰斯·哈利（英語：Jase Harley）的《美国法老》（英語：American Pharaoh）。CBS新闻指出，这两首歌不仅听上去很相似，还有着相同的主题。哈利对此称，他认为《这就是美国》受到了他的歌曲的影响，但他对此没有意见。冈比诺的经纪人法姆·罗斯坦（英語：Fam Rothstein）否认了所有抄袭指控。

## 音乐录影带

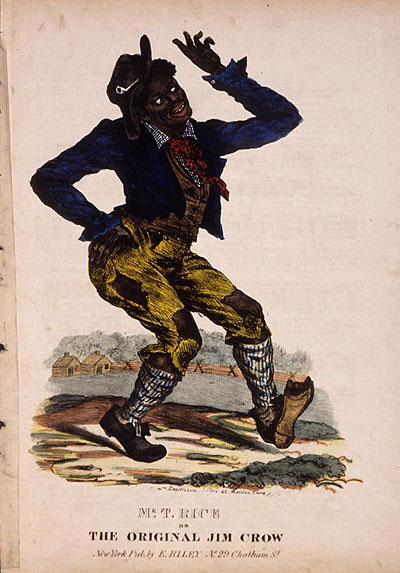
在音乐录影带中，冈比诺模仿了吉姆·克勞漫画中的站立姿势

该歌曲的录影带由村井广执导，在Youtube上随冈比诺在周六夜现场的表演同步放出。这一视频在24小时内收获了约1290万播放量，直到2019年9月已被播放超过5.9亿次。在接受《纽约时报》采访时，村井广谈到了自己执导、冈比诺主演的电视剧《亚特兰大》即将到来的下一季，称其和这部音乐录影带一样都具有一定的厌世情绪，它们都是对世界上正在发生的事情的反应。
录影带包含了许多充满暴力的场景。它以冈比诺在一边穿过仓库一边跳舞开始，其间穿插了许多混乱的场面。据村井广所说，录影带受到了《上帝之城》和《母亲！》的启发。在雪莉·西尔弗（英語：Sherrie Silver）的编舞下，冈比诺和随行的年轻舞者跳着因网络而爆红的舞步——包括南非的Gwara Gwara，以及受BlocBoy JB（客串本曲的说唱歌手之一）推动流行的“Shoot”。冈比诺的舞蹈与录影带中的暴力时刻形成了鲜明对比，仅仅在影片的第53秒，冈比诺便模仿吉姆·克勞漫画中的站立姿势，用手枪朝一个男人的后脑勺开了一枪。被这第一枪击中的吉他手是Calvin the Second，但最初被很多视频观看者错认成17岁的枪击案受害者特拉伊冯·马丁的父亲。这第一枪也是一个转折点，标志着音乐从民间风格的旋律转向黑暗、富有节奏感的陷阱音乐。
在之后的场景中，冈比诺用卡拉什尼科夫步枪这种自动火器枪杀了一整个教堂唱诗班，这被认为参考了2015年南卡罗莱纳州查尔斯顿枪击案。在两次枪击中，都有一个孩子从屏幕外出现，冈比诺小心地将刚刚用过的枪支放在孩子手中的红布上，而尸体则被随意地拖走，这被认为讽刺了部分美国人心目中枪支比人更重要的地位。还有一个场景：孩子用手机录下录影带中发生的种种混乱，与此同时冈比诺唱道“这是个手机/那只是个工具”。Mashable网站的作者玛莎·特塞玛（英語：Martha Tesema）称，这既参考了斯蒂芬·克拉克枪击案（一位黑人在自家后院使用手机时被警察枪击），也暗示手机在散播美国警察枪击、掐死黑人等暴力行为中起到的作用。录影带中出现了一些几十年前的大型交通工具，其中有不少闪烁着危险信号灯，驾驶员一侧车门半开着。这被认为代表了那些在交通截停处发生的致命枪击案，尤其是费兰多·卡斯蒂利亚枪击案——当事人被枪击时驾驶一辆1997年的奥兹摩比；老式汽车也代表了非裔美国人相对缺乏向上的社会流动。美国节奏布鲁斯歌手SZA友情客串了这部录影带，她在视频将要结尾时坐在其中一辆汽车上。在录影带最后，冈比诺在仓库的黑暗处被一群白人追着向摄像头的方向狂奔，这被认为参考了电影《逃出绝命镇》。

## 评价与获奖
《大西洋》杂志的斯宾塞·科恩哈伯（英語：Spencer Kornhaber）在推特上用“一条奔涌而出的赞美之河”来描述自己对这首歌的最初反应。《滚石》杂志的丹尼尔·克雷普斯（英語：Daniel Kreps）则认为，其录影带是对美国枪支暴力问题的一种超现实的、出于内心的陈述。Pitchfork把这首歌列为他们的“最佳新曲”。《公告牌》杂志把这首歌列作2018年第六好的歌曲，并把其录影带列为21世纪第十好的音乐录影带。英国广播公司的编辑威尔·冈波茨肯定这首歌是“对21世纪美国一幅有力、辛辣而寓言性的肖像画”，认为即使在格兰特·伍德的《美国哥特式》、爱德华·霍普的《夜游者》、埃玛纽埃尔·洛伊茨的《华盛顿横渡特拉华河》和诺曼·刘易斯的《美丽的阿美利加》这些对美国的经典描绘中，它也能占据一席之地。
这首歌在第61届格莱美奖赢得了年度制作、年度歌曲两个大奖，是第一首获得这两个奖项的饒舌歌曲，这使冈比诺成为第一位获得这两个奖项的嘻哈歌手。它还赢得了当届最佳饶舌/演唱表演和最佳音乐录影带两个奖项。在2018年MTV音乐录影带大奖上，这首歌获得了最佳导演、最佳编舞等三个奖项。其录影带还在Camerimage电影摄影艺术国际影展上获得了最佳音乐录影带摄影奖。

## 翻唱版本与媒体演出
格洛沃主持了2018年5月5日的周六夜现场（第43季），并在同一集以幼稚冈比诺的身份演唱了两首新曲，其中第二首便是《这就是美国》。主演过《逃出绝命镇》的丹尼尔·卡卢亚为歌曲的表演作介绍，而《这就是美国》的音乐录影带据报道恰有将这部电影作为参考。
一些艺人翻唱了这首歌并翻拍了音乐录影带，他们改变了歌曲的歌词和主题，但是保留了伴奏和录影带的主要结构。这些视频引起了广泛关注，收获了上百万的评论。尼日利亚说唱歌手Falz在2018年5月25日发行了《这就是尼日利亚》，聚焦该国的腐败和集团犯罪等问题。
该曲也引发了网络模因，其中把冈比诺在音乐录影带中跳舞时的音频替换成其他歌曲的视频尤其受欢迎。使用卡莉·蕾·杰普森的《有空打给我》和地风火乐团的《九月》的版本是播放量最高的。
在2019年电影《番石榴岛》中，该曲被用作插曲。

## 榜单成绩
《这就是美国》初次登上公告牌百强单曲榜便夺得冠军，是该榜历史上第31首空降冠军单曲。在夺冠的第一周，它获得了7.8万次下载和6530万次流媒体播放，这些播放量中的68%是由其音乐录影带提供的。《这就是美国》是冈比诺在该榜的第一首前十单曲，在此之前，他在2017年8月12日凭《Redbone》在该榜夺得过第12名的位次。冈比诺是第二个在该榜夺冠的艾美奖获奖者（第一个是贾斯汀·汀布莱克，他的《Can't Stop the Feeling!》曾在2016年夺冠）。在这首歌取代德雷克的《Nice for What》夺冠两周后，后者重新回到冠军位置。这首歌在世界各国的榜单成绩如下：
| 榜单（2018年）                          | 最高 位次 |
| --------------------------------------- | --------- |
| 澳大利亚（澳大利亚唱片业协会單曲榜）    | 1         |
| 奥地利（Ö3四十强单曲榜）                | 20        |
| 比利时佛兰德（Ultratop五十强单曲榜）    | 30        |
| 比利时瓦隆（Ultratip榜外單曲榜）        | 7         |
| 加拿大（Canadian Hot 100）              | 1         |
| 捷克（百強數位單曲榜）                  | 8         |
| 丹麦（Tracklisten）                     | 13        |
| 法国（法國唱片出版業公會單曲榜）        | 19        |
| 39                                      |           |
| 匈牙利（四十強單曲榜）                  | 9         |
| 匈牙利（四十強串流榜）                  | 3         |
| 爱尔兰（爱尔兰唱片音乐协会）            | 2         |
| 日本（日本百强单曲榜）                  | 24        |
| 意大利（意大利音乐产业联盟）            | 49        |
| 荷兰（荷蘭四十強單曲榜）                | 21        |
| 荷兰（百强单曲榜）                      | 19        |
| 新西兰（新西兰唱片音乐协会）            | 1         |
| 挪威（世界之路榜单）                    | 10        |
| 葡萄牙（葡萄牙唱片業協會单曲榜）        | 2         |
| 蘇格蘭（官方榜单公司單曲榜）            | 11        |
| 斯洛伐克（百強數位單曲榜）              | 3         |
| 西班牙（西班牙音乐制作协会）            | 46        |
| 瑞典（瑞典最热榜）                      | 9         |
| 瑞士（瑞士热门音乐榜）                  | 16        |
| 英國（官方榜单公司單曲榜）              | 6         |
| 美国（《告示牌》百大單曲榜）            | 1         |
| 美國（《告示牌》Hot R&B/Hip-Hop Songs） | 1         |
| 美國（《告示牌》Rhythmic Songs）        | 9         |

| 榜单（2018年）                              | 位次 |
| ------------------------------------------- | ---- |
| 澳大利亚（澳大利亚唱片业协会单曲榜）        | 88   |
| 加拿大（加拿大百强单曲榜）                  | 35   |
| 爱沙尼亚（IFPI）                            | 95   |
| 以色列（Galgalatz）                         | 8    |
| 美国（《告示牌》百强单曲榜）                | 51   |
| 美国（《公告牌》热门节奏布鲁斯/嘻哈歌曲榜） | 26   |

## 认证
| 地區                                                       | 认证    | 认证单位/销量 |
| ---------------------------------------------------------- | ------- | ------------- |
| 澳大利亚（澳大利亚唱片业协会）                             | 白金    | 70,000‡       |
| 加拿大（加拿大音乐协会）                                   | 白金    | 0‡            |
| 新西兰（新西兰唱片音乐协会）                               | 金      | 15,000‡       |
| 波兰（波蘭音像製造商協會）                                 | 金      | 10,000‡       |
| 瑞典（瑞典唱片業協會）                                     | 金      | 4,000,000†    |
| 英国（英国唱片业协会）                                     | 金      | 400,000‡      |
| 美国（美國唱片業協會）                                     | 3× 白金 | 3,000,000‡    |
| *僅含認證的實際銷量 ^僅含認證的出貨量 ‡僅含認證的+實際銷量 |         |               |

## 发行历史
| 地区     | 日期          | 形式         | 唱片公司 | 参考          |
| -------- | ------------- | ------------ | -------- | ------------- |
| 多数国家 | 2018年5月5日  | 数字下载     | mcDJ RCA | [ 10 ] [ 11 ] |
| 美国     | 2018年5月15日 | 节奏当代电台 | mcDJ RCA | [ 88 ]        |